# Boo (Aller)
Pour les articles homonymes, voir Boo.

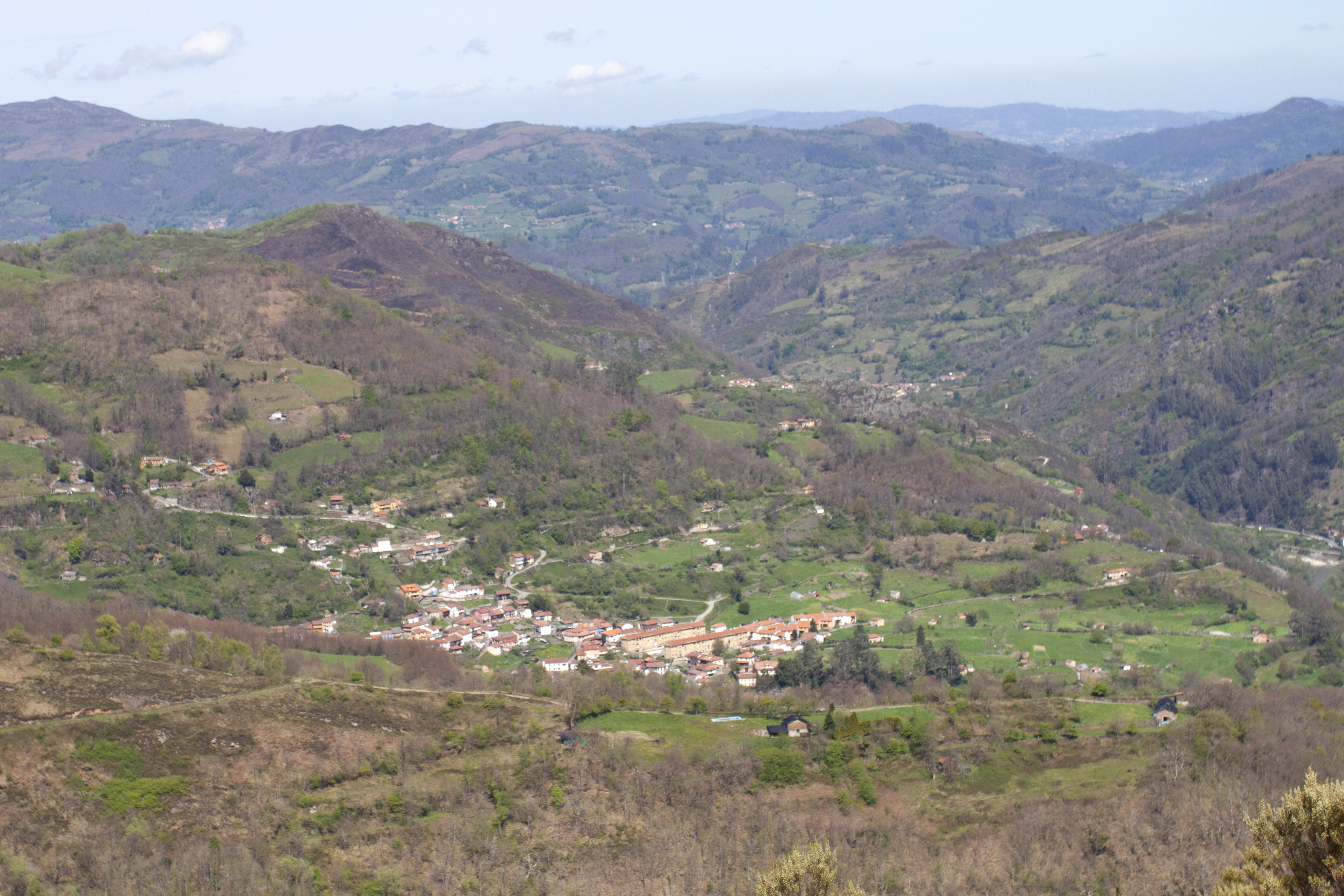
Vue générale de Boo.

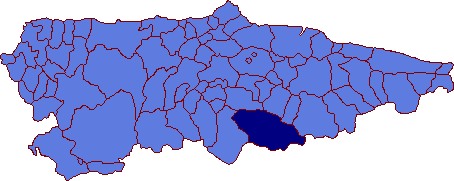
Situation de la commune d'Aller parmi les Asturies.

Boo (Bo en asturien) est un hameau et une paroisse civile de la commune d'Aller, dans les Asturies en Espagne
D'une superficie de 6,9 km², en 2008 la population atteignait 529 personnes (INE), réparties entre les hameaux de Boo, Bustillé, Carrerallana et La Rotella.
Ce lieu se trouve à une altitude entre 420 et 480 mètres au-dessus de la mer, à une distance de 13 kilomètres de Cabañaquinta. Les différents quartiers en sont : Les Val.lines, Omeo, el Puente, El Castañu, La Fontica, La Portiel.la la Vega, El Palaciu, El Fontán de Basilio, La Cantera, La Pedrosa, Villahermosa, Puenxo, El Fontán de Puenxo y los Cuarteles de Puenxo.
Le toponyme Boo vient d'un terme prélatin qui signifie "fontaine" en français.